# Sainte-Anne-de-Bellevue
Sainte-Anne-de-Bellevue är en stad (kommun av typen ville) i provinsen Québec i Kanada. Den ligger i regionen Montréal, i den sydöstra delen av landet, 140 km öster om huvudstaden Ottawa. Antalet invånare var 5 027 vid folkräkningen 2021.